# Pristimantis stictoboubonus
Espèce
Synonymes
- Eleutherodactylus stictoboubonus Duellman, Lehr & Venegas, 2006

Statut de conservation UICN

 DD  : Données insuffisantes
Pristimantis stictoboubonus est une espèce d'amphibiens de la famille des Craugastoridae.

## Répartition
Cette espèce est endémique de la province de Mariscal Cáceres dans la région de San Martín au Pérou. Elle se rencontre à Ullilen entre 3 000 et 3 300 m d'altitude dans la cordillère Centrale.

## Publication originale
- Duellman, Lehr & Venegas, 2006 : Two new species of Eleutherodactylus (Anura: Leptodactylidae) from the Andes of northern Peru. Zootaxa, no 1285, p. 51-64.